# Pekalongan
För andra betydelser, se Pekalongan (olika betydelser).
Pekalongan är en kuststad på centrala Java i Indonesien. Den är belägen i provinsen Jawa Tengah och har cirka 300 000 invånare.